# Fortuna (cantante)
Fortuna, pseudonimo di Fortunée Joyce Safdié (San Paolo, 1958), è una cantante e compositrice brasiliana di origine ebraica. Dal 1992 trascrive e canta le antiche canzoni in lingua giudeo-spagnola.

## Biografia
Nata nel 1958 a São Paulo in una famiglia sefardita, si è avvicinata alla musica e al canto sin da piccola. Negli anni '80 collabora col poeta ebreo-brasiliano Paulo Leminski, ma l'anno che ha cambiato la sua vita artistica è il 1991, quando compie un viaggio in Israele.
Ha cominciato, da questo momento, ad avvicinarsi alla cultura e alla musica sefardite e a ricercare vecchie melodie per rielaborarle in chiave moderna.
Ha tenuto concerti in molte città del Brasile e anche all'estero, fra cui Gerusalemme, in occasione dei 3 000 anni di fondazione della città. Fra le sue numerose esibizioni, si ricordano il concerto con il coro del monastero benedettino di San Paolo e con il gruppo Coro do Guri.

## Discografia
- Coletânea 15 anos
- Na casa da Ruth (CD e DVD)
- Novo Mundo - 2005[6][7]
- Encontros - 2003[7]
- Caelestia (CD e DVD) - 2001[7]
- Mazal - 2000[7]
- Mediterrâneo - 1998[7]
- Cantigas - 1998[7]
- La Prima Vez - 1998[7]
- Ao Vivo ( CD e DVD)
- Tic Tic Tati (CD e DVD)

## Premi e riconoscimenti
- 1997: 10º Prêmio da Música Brasileira[8], per Mediterraneo, miglior Album in lingua straniera
- 2013: 24º Prêmio da Música Brasileira, per il CD Tic Tic Tati, come miglior Album per l'infanzia e Progetto Visivo
- 2014: Prêmio Governador do Estado[9], per il DVD Tic Tic Tati, voto popolare nella categoria Arte per l'infanzia